# Sala de recepción del Senado de los Estados Unidos
La Sala de Recepción del Senado de los Estados Unidos está ubicada en el Capitolio de los Estados Unidos y es una de las salas públicas más ricamente decoradas del Capitolio, que presenta la obra del artista italiano Constantino Brumidi. La sala, numerada S-213, ha sido utilizada históricamente para reuniones y ceremonias. Estas decoraciones incluyen nueve retratos permanentes de los senadores más importantes, determinados por un comité del Senado. Estos retratos están colocados en marcos dorados macizos y ornamentados.
En 1957, un Comité del Senado encabezado por el entonces senador John F. Kennedy recibió el encargo de elegir a los cinco senadores estadounidenses más importantes de todos los tiempos para que sus retratos pudieran decorar la Sala de Recepciones del Senado. Tres de las selecciones fueron el " Gran Triunvirato ":
- John C. Calhoun (Carolina del Sur)
- Henry Clay (Kentucky)
- Daniel Webster (Massachusetts)

Las otras dos selecciones fueron:
Los mencionados anteriormente fueron apodados los "cinco famosos" y, en ocasiones, los medios de comunicación se han referido a ellos como miembros del "salón de la fama" del Senado  En 2004, se sumaron Arthur H. Vandenberg ( Michigan ) y Robert F. Wagner (Nueva York).  En 2006, se añadió un mural en conmemoración del Compromiso de Connecticut (también conocido como el Gran Compromiso de 1787) con Roger Sherman y Oliver Ellsworth de Connecticut, lo que resultó en que el nombre informal del grupo se convirtiera en los "nueve famosos".